# Michael Foot
Michael Mackintosh Foot (ur. 23 lipca 1913 w Plymouth, zm. 3 marca 2010 w Londynie) – brytyjski polityk, lider Partii Pracy.
Od 5 marca 1974 do 8 kwietnia 1976 był ministrem zatrudnienia w rządach Harolda Wilsona i Jamesa Callaghana. Od 8 kwietnia 1976 do 4 maja 1979 był przewodniczącym Izby Gmin. Od 4 listopada 1980 do 2 października 1983 był przewodniczącym Partii Pracy.

## Młodość
Był synem Isaaca Foota, prawnika i liberalnego deputowanego do Izby Gmin. Starsi bracia Michaela (Dingle, Hugh i John) również byli politykami. Michael odebrał wykształcenie w Plymouth College Preparatory School oraz w Leighton Park School w Reading. Następnie studiował na kierunku filozofia, politologia i ekonomia w Wadham College na Uniwersytecie Oksfordzkim. Był tam przewodniczącym Oxford Union. Po ukończeniu studiów w 1934 rozpoczął pracę jako urzędnik w stoczni w Liverpoolu. Tam wstąpił do Partii Pracy i w 1935 wystartował w wyborach w okręgu Monmouth, ale nie zdobył mandatu.
Po tym niepowodzeniu rozpoczął karierę dziennikarską. Początkowo pracował w New Statesman. Na początku 1937 przeszedł do lewicowej Tribune. Z pracy w tej gazecie zrezygnował w 1938, kiedy zwolniono redaktora naczelnego, Williama Mellora. Wkrótce jednak został zatrudniony przez lorda Beaverbrooka w jego gazecie Evening Standard. W 1940 razem z innymi dziennikarzami, Frankiem Owenem i Peterem Howardem, napisał pod pseudonimem „Cato” pamflet Guilty Man, atakującą Neville’a Chamberlaina za politykę ustępstw wobec III Rzeszy. W 1942 Foot został redaktorem Evening Standard. W 1945 przeszedł do Daily Herald. W 1948 powrócił do Tribune jako redaktor. Był nim do 1952 i ponownie w latach 1955–1960.

## Kariera polityczna
W 1945 dostał się do Izby Gmin jako reprezentant okręgu Plymouth Devonport. Okręg ten reprezentował do 1955, kiedy to dość niespodziewanie przegrał z Joan Vickers. Foot był zwolennikiem jednostronnego rozbrojenia nuklearnego, sprzeciwiał się udziałowi Wielkiej Brytanii w wojnie koreańskiej oraz remilitaryzacji Niemiec Zachodnich. Jednocześnie dał się poznać jako antykomunista i zwolennik powstania NATO. W 1956 kierowana przezeń Tribune krytykowała zarówno interwencję brytyjską w Suezie, jak również stłumienie przez wojska sowieckie rewolucji na Węgrzech.
Foot powrócił do Izby Gmin w 1960, wygrywając wybory uzupełniające w okręgu Ebbw Vale. W 1961 popadł w konflikt z kierownictwem Partii Pracy na tle propozycji finansowania sił powietrznych. Został za to wykluczony z klubu parlamentarnego Partii Pracy. Powrócił doń w 1963, kiedy to Harold Wilson został nowym liderem laburzystów. Kiedy Partia Pracy doszła do władzy w 1964 Wilson zaofiarował Footowi stanowisko w gabinecie, ale ten odmówił, stając na czele wewnątrzpartyjnej opozycji. Foot sprzeciwiał się rządowym propozycjom ograniczenia imigracji, wstąpienia do EWG i reformy związków zawodowych. Sprzeciwiał się wojnie wietnamskiej i jednostronnej deklaracji niepodległości Rodezji. Krytykował również plan pozbawienia parów dziedzicznych prawa głosu w Izbie Lordów. W tej sprawie sprzymierzył się nawet z ultraprawicowym politykiem Enochem Powellem. W 1967 Foot wystartował w wyborach na skarbnika Partii Pracy, ale przegrał z Jamesem Callaghanem.
Po wyborczej porażce laburzystów w 1970 Foot przeszedł do grona stronników Wilsona. W 1972 wystartował w wyborach na wiceprzewodniczącego partii. Przeszedł do drugiej tury, ale tam przegrał z Edwardem Shortem. Kiedy Partia Pracy powróciła do władzy w 1974, Foot został ministrem zatrudnienia. Na tym stanowisku odpowiadał za stosunki rządu ze związkami zawodowymi oraz wprowadzenie nowych regulacji dotyczących bezpieczeństwa i higieny pracy. W 1975 nawoływał do głosowania na „nie” w referendum dotyczącym członkostwa Wielkiej Brytanii w EWG.
W 1976 Wilson niespodziewanie zrezygnował ze stanowiska premiera i lidera Partii Pracy. Foot wystartował w wyborach na lidera partii. Wygrał w pierwszej turze, ale ostatecznie został pokonany przez Jamesa Callaghana, który mianował Foota Lordem Przewodniczącym Rady i przewodniczącym Izby Gmin. Później w tym samym roku Foot został wiceprzewodniczącym Partii Pracy. Na stanowisku przewodniczącego Izby odgrywał poważną rolę w zapewnieniu gabinetowi większości parlamentarnej.

## Na czele Partii Pracy
Wybory 1979 zakończyły się porażką Partii Pracy. James Callaghan zrezygnował w 1980. Wybory na lidera partii wygrał Foot, pokonując w drugiej turze Denisa Healeya. Były to ostatnie wybory, w których mogli głosować tylko deputowani. Foot musiał się zmierzyć z narastającymi konfliktami wewnątrzpartyjnymi. Musiał zmierzyć się z narastającą krytyką skrajnej lewicy oraz secesją kilku wpływowych deputowanych z prawego skrzydła partii, którzy w 1981 utworzyli Partię Socjaldemokratyczną.
Informacje zawarte w książce autorstwa „Szpieg i zdrajca” (ang. „The Spy and the Traitor”) wskazują, że pierwsze doniesienia o związkach Foota, który stał na czele Partii Pracy w latach 1980–1983, z KGB zostały przekazane Brytyjczykom przez byłego rosyjskiego agenta Olega Gordijewskiego, który w trakcie zimnej wojny zaczął współpracować z brytyjskim wywiadem MI6.
W okresie swojego urzędowania Foot musiał zmierzyć się z narastającą krytyką lewego skrzydła, które zarzucało mu zbytnie wspieranie konserwatywnego rządu (Foot poparł interwencję na Falklandach). Na przełomie 1982 i 1983 Partia Pracy przegrała kilka wyborów uzupełniających, niemniej Footowi udało się utrzymać na stanowisku do czasu wyborów parlamentarnych. W 1983 Partia Pracy przyjęła socjalistyczny w tonie manifest wyborczy, w którym popierała jednostronne rozbrojenie nuklearne, wyższe podatki oraz zwiększenie interwencjonizmu państwa w przemyśle. Znalazły się tam również propozycje likwidacji Izby Lordów oraz opuszczenia EWG.
Manifest wyborczy był głównie dziełem lewego skrzydła partii i spotkał się z krytyką prawego skrzydła. Klęska wyborcza laburzystów w 1983, którzy utracili 55 miejsc w Izbie Gmin, sprawiła, że Gerald Kaufman określił manifest mianem „najdłuższego listu samobójczego w historii” (the longest suicide note in history). Po tej porażce Foot zrezygnował ze stanowiska lidera partii. Zastąpił go Neil Kinnock.

## Polityczna emerytura
Po rezygnacji Foot zasiadł w tylnych ławach parlamentu. W Izbie Gmin zasiadał do 1992. Od 1987 był najstarszym brytyjskim deputowanym. Przemawiał w obronie Salmana Rushdiego, skazanego na śmierć przez ajatollaha Chomejniego. Popierał również interwencję na Bałkanach przeciwko Slobodanowi Miloševiciowi.
Foot pozostał aktywnym zwolennikiem jednostronnego rozbrojenia nuklearnego. Był również autorem wielu książek, m.in. biografii Aneurina Bevana i Herberta George’a Wellsa. Był wiceprzewodniczącym Towarzystwa Herberta George Wellsa.

## Życie prywatne
W 1949 poślubił Jill Craigie (zm. 1999), reżyserkę filmów dokumentalnych. Nie miał z nią dzieci.
Był kibicem Plymouth Argyle i był wieloletnim dyrektorem tego klubu. Z okazji swoich 90. urodzin został przez klub wpisany na listę zawodników i otrzymał koszulkę z numerem 90.